# Иностранцевии
Иностранцевиите (Inostrancevia) са род животни, живели през горния перм, преди 260 до 254 милиона години).
Те са най-едрите представители на семейство Gorgonopsidae, достигащи на дължина 3,5 m. Имат голям череп с дължина до 60 cm и удължени кучешки зъби, достигащи 15 cm. Хранели са се главно едри животни. Известни са няколко черепа и два цели скелета на иностранцевии, открити в северните части на Европейска Русия.

## Видове
- I. alexandri Amalitsky 1922
- I. latifrons Pravoslavlev, 1927
- I. uralensis Tatarinov, 1984